# 東和禅寺
東和禅寺（とうわぜんじ）は、台湾台北市中正区にある寺院。

## 歴史
日本統治時代の明治43年（1910年）に、曹洞宗永平寺と總持寺両大本山の別院として東門町（現・中正区）に建立され、台湾における曹洞宗布教の中心となる。大正3年（1914年）に台湾風の観音禅堂を増設。金瓜石鉱山の所長として知られた小松仁三郎の葬儀もここで行われた。戦後、本堂などが中国から来た軍人と庶民の不法占拠で破壊され、廃寺となったが、観音禅堂が台湾人僧侶により接収され、東和禅寺と改称、現在に至る。
1993年に老朽化した本堂が取り壊されたが、1997年に鐘楼が台北市の市定古跡に指定された。

## アクセス
- 台北捷運（地下鉄）淡水線台大医院駅から徒歩10分。